# Liste de voies romaines

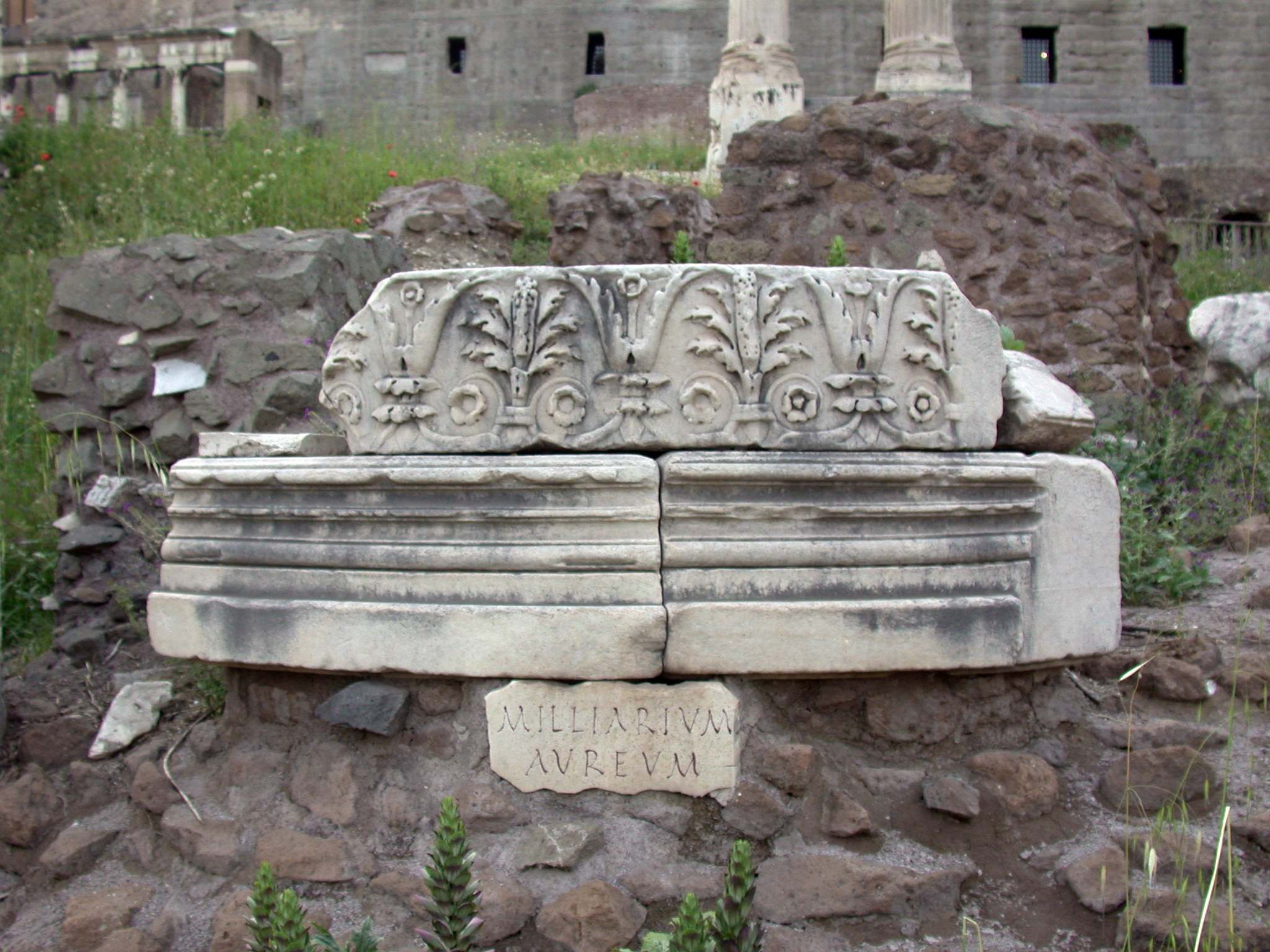
Milliarium aureum, sur le forum romain : de là rayonnaient toutes les voies romaines.

Cet article propose une liste des voies romaines, classées par anciens ensembles géopolitiques de l'époque impériale :

## Voies romaines enItalie

Voies romaines en Italie.

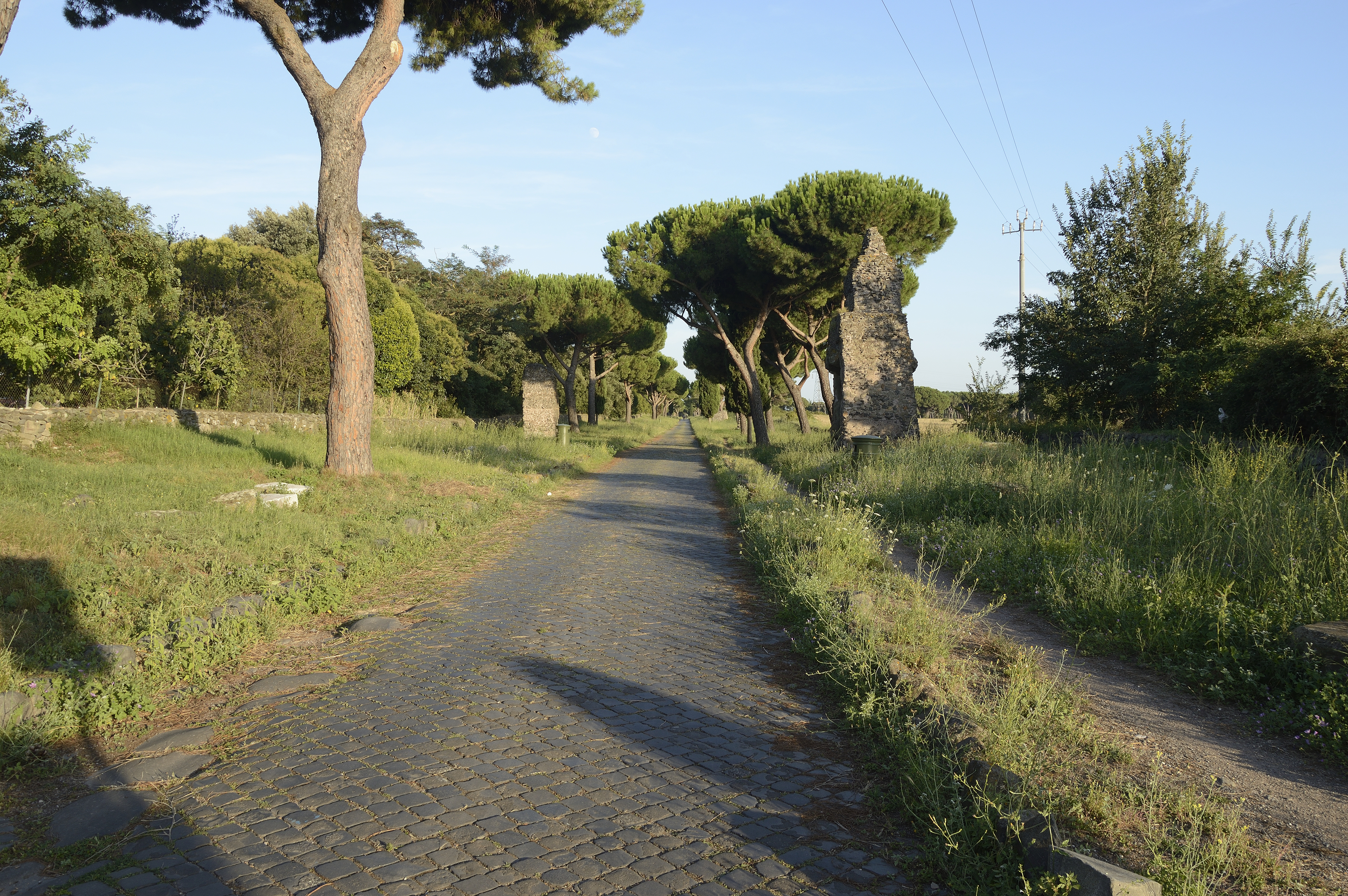
Via Appia - au sud de la Porta San Sebastiano (Rome).

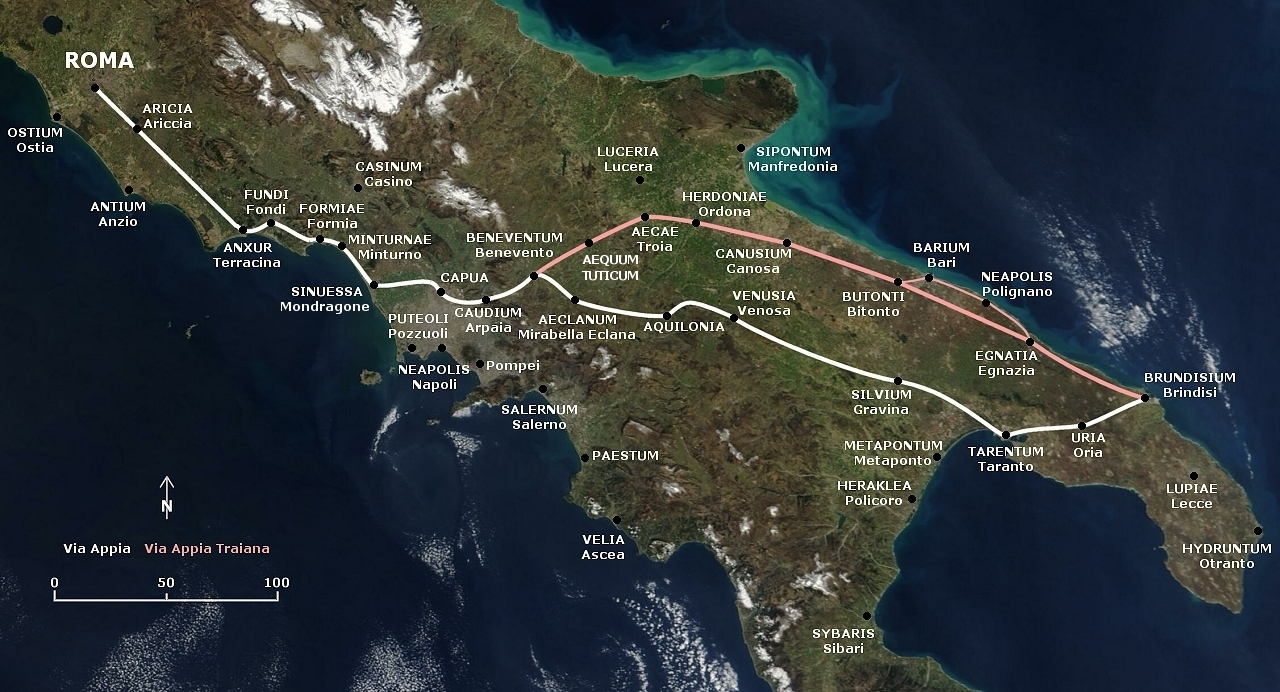
Via Appia.

- Via Aemilia (-187 Marcus Aemilius Lepidus) de Rimini (Ariminum), jusqu'à la fin de la Via Flaminia, par Cesena, Bologne vers Piacenza (Placentia) et Milan, auj. SS 9.

- Via Aemilia Scaura (-109 Marcus Aemilius Scaurus) prolongement de la via Aurelia, de Pise, longe la côte ligure par Gênes vers Vado Ligure (Vada Sabatia), puis Via Julia Augusta, vers Piacenza (Placentia).

- Via Amerina de Rome vers Amelia (Ameria) et Pérouse.

- Via Annia (153 consul Titus Annius Luscus) du port d'Adria, par Padoue vers Aquileia.

- Via Appia (voie Appienne) auj. Via Appia Antica (-312 voie romaine la plus ancienne, Appius Claudius Caecus) de Rome par Albano, Terracina, Capoue, Benevento (Beneventum), Venosa et Tarente (Tarantum) vers Brindisi (Brundisium, -264) en Apulie, auj. approx. SS 7.

- Via Ardeatina de Rome par Falcognana vers Ardea (près d'Aprilia).

- Via Aurelia (-241 Gaius Aurelius Cotta) de Rome par Orbetello (Cosa), Pise vers Lucques, plus tard par Gênes, Savone vers Vintimille et vers la Gaule, auj. SS 1.

- Via Campana longe le Tibre, parallèle à la Via Portuense, vers Saline Veienti.

- Via Casilina de Rome par Anagni, Frosinone vers Casilinum, près de Cassino.

- Via Cassia (-171) de Rome (embranchement de la Via Flaminia) par Sutri, Viterbe à travers l'Étrurie, et par Arezzo (Aretium) vers Florence (Florentia), et plus loin, par Pistoia vers Lucques et Pise (rejoint la via Aurelia).

- Via Caecilia (-142 Lucius Caecilius Metellus Calvus, ou bien -117 Lucius Caecilius Metellus Diadematus) embranchement de la Via Salaria par Amiternum (près de L´Aquila), franchit l'Apennin central au Passo delle Capanelle et conduit par Atri (Hatria) et Teramo vers Giulianova (Castrum Novum) vers la côte adriatique.

- Via Claudia (-312) au tracé mal défini,

- Via Claudia Augusta (-15) qui relie la plaine du Pô à la province de Rhétie en traversant les Alpes.

- Via Claudia Nova (47) pour joindre la via Caecilia et la via Tiburtina

- Via Clodia (-225) de Rome (embranchement de la Via Cassia) par Bracciano et Veiano, rejoint à nouveau la Via Aurelia.

- Via Clodia Nova ou Clodia Seconde (-183) qui, le long du fleuve Serchio, relie Lucques à la via Cassia à Luni.

- Via Collatina Antica de Rome, du sud de la rivière Aniene, vers Collatie près de Palestrina (Praenesta).

- Via Domitiana (95 Domitien) de Terracina par Pozzuoli (Puteoli) vers Portus Iulius sur la baie de Naples, puis par Naples (Neapolis) vers Reggio (Rhegium).

- Via Empolitana de Tivoli (Tibur) à Subiaco.

- Via Farnesiana, embranchement de la Via Aurelia, vers Farnese (à l'ouest du lac de Bolsena).

- Via Flaminia (-220 Gaius Flaminius) de Rome par Narni (Narnia), vers Fano (Fanum Fortunae) ou Rimini (Ariminum), auj. SS 3.

- Via Flaminia Nuova, variante plus récente de la Via Flaminia, par Spoleto (Spoletum).

- Via Flaminia Minor ou Via Flaminia militaris (-187) d'Arezzo (Arretium) à Rimini (Ariminum).

- Via Gallica de Vérone (embranchement de la Via Postumia) par Brescia, Bergame vers Milan (Mediolanum).

- Via Julia Augusta (I) (-13 Auguste) Prolongement de la Via Aurelia et de la Via Postumia, de Gênes par Vado Ligure (Vada Sabatia), longe la côte ligure par Albenga (Albigaunum) et Vintimille (Albintimilium), puis par les Alpes maritimes vers Arles (Arelate) ou Tarascon (Tarasco), en Gaule (liaison avec la Via Domitia).

- Via Julia Augusta (II), une autre « Via Julia Augusta », d'Aquileia vers le nord par Zúglio (Iulium Carnicum) et par le Plöckenpass vers le Drautal, se sépare à Irschen (castrum Ursen) et conduit par Aguntum (près de Lienz) et Innichen (Littamum) vers Veldidena (Wilten/Innsbruck), ou bien par Teurnia (près de Spittal) et Virunum (près de Klagenfurt) vers Iuvavum (Salzbourg).

- Via Labicana de Rome, de la via Latina, par Labicum vers la via Praenestina.

- Via Lata dans Rome.

- Via Latina de Rome, au nord des monts Albains, par Anagni, Ferentinum, Frosinone (Frusino) et Liri, vers Capoue (liaison avec la via Appia).

- Via Laurentina de Rome à Laurentum (San Lorenzo, sur la mer Thyrrhénienne).

- Via Nomentana de Rome à Mentana (Nomentum), (antérieurement Via Ficulensis vers Ficulea).

- Via Ostiense de Rome vers Ostie (port de Rome) au sud du Tibre.

- Via Palombarese, nom médiéval de la Via Nomentana vers Polombara Sabina.

- Via Pompea (-210), ceinture de la Sicile.

- Via Popilia ou Via Capua-Rhegium (-132 consul Publio Popillio Lenate) de Capoue, par Nocera (Nuceria), Morano (Moranum), Cosenza (Cosentia), Vibo (Valentia), vers Reggio Calabria (Rhegium).

- Via Popilia-Annia (-132) de Rimini à Aquileia.

- Via Portuense (Claude) de Rome au port de Portus Augusti (Portus Claudii et Portus Traiani), au nord du Tibre (auj. Fiumicino).

- Via Postumia (-148 Postumius Albinus) d'Aquileia, par Oderzo, Vicence, Vérone, Crémone, Plaisance (Placentia), Voghera (Iria), Tortona (Dertona), Serravalle (Libarna), vers Gênes.

- Via Praenestina (voie Prénestine) de Rome à Palestrina (Praenesta) (appelée antérieurement Via Gabina).

- Via Sabina, embranchement de la Via Salaria vers L´Aquila.

- Via Salaria de Rome par Settebagni, Fara in Sabina, Rieti, Antrodoco, Arquata et Ascoli Piceno vers Porto d´Ascoli vers les Marches de l'Adriatique, auj. SS 4.

- Via Salaria Gallica de Fossombrone (Forum Sempronii) par Suasa, Ostra, Aesis, Ricina, Urbs Salvia, Falerio vers Ascoli Piceno (Asculum) et les Marches (liaison avec la Via Flaminia et la Via Salaria, à l'intérieur des terres).

- Via Salaria Picena, relie la Via Flaminia et la Via Salaria, de Fano (Fanum Fortunae) vers Castrum Truentinum par Porto d´Ascoli sur l'Adriatique (route côtière).

- Via Salaria Vecchia d'Ascoli par S.Omero et Giulianova vers Atri (liaison de la Via Salaria avec la Via Caecilia).

- Via Satricana de Rome à Satricum (Borgo Montello près de Latina), voir Via Ardeatina.

- Via Severiana d'Ostie à Terracina.

- Via Sublacense embranchement de la Via Valeria, de la vallée de l'Aniene par la Villa di Nerone, vers Subiaco.

- Via Tiberina de Rome par Capena, Fiano Nazzano, Ponzano et Magliano vers la Via Flaminia.

- Via Tiburtina (-286 Marcus Valerius Maximus) de Roma à Tivoli (Tibur) puis continue comme Via (Tiburtina) Valeria.

- Via Tiburtina Valeria ou Via Valeria, prolongement de la Via Tiburtina par la vallée de l'Aniene, près de l'ancien lac de Fucino; longe la côte adriatique vers Pescara, auj. approx. SS 5.

- Via Traiana (109 Marcus Ulpius Traianus, Trajan) alternative à l'ancienne via Appia, de Bénévent par Ascoli Satriano, Canosa di Puglia, Ruvo et Bitonto vers Bari (Adria), et en tant que Via Traiana Costiera (route côtière) ou bien en tant que Via Traiana Interna (à l'intérieur des terres), par Rutigliano et Conversano, puis vers Brindisi.

- Via Traiana Calabra prolongement de la Via Traiana, de Brindisi à Otrante.
- Via Triumphalis, de Rome à Véies

- Via Tuscolana de Rome à Tusculum.
- Via Veientana de Rome à Véies.

## Voies romaines en Gaule

Les principales voies construites en Gaule sous l'Empire romain.

La plus ancienne voie romaine de Gaule est la voie Domitienne (via Domitia), reliant le col de Montgenèvre dans les Alpes aux Pyrénées, construite à partir de la création de la province de Narbonnaise en -120. Après les conquêtes de César, un proche de l'empereur Auguste joue un rôle essentiel : Marcus Vipsanius Agrippa, qui crée plusieurs voies romaines de Gaule (réseau d'Agrippa)  

### Le réseau d'Agrippa
- voie d'Arles à Boulogne, dite voie romaine d'Agrippa de l'Océan  (construite entre -39 et -13) : d'Arles (Arelate), elle part par la vallée du Rhône, desservant  Orange (Arausio), Valence, Lyon (Lugdunum) (...) puis Amiens (Samarobriva) et Boulogne-sur-Mer (Gesoriacum).
 Elle correspond aux routes contemporaines RN 7 et RN1.

- voie de Lyon à Saintes : elle relie Lyon (Lugdunum, chef-lieu de la province de Lyonnaise) à Saintes (Mediolanum Santonum, chef-lieu de la cité des Santons et de la province d'Aquitaine)  par Limoges (chef-lieu de la cité aquitaine des Lémovices) ; elle concerne donc presque entièrement la province d'Aquitaine.

- voie de Langres à Metz : elle relie Langres, chef-lieu des Lingons à Metz, chef-lieu des Médiomatriques. Elle concerne la province de Belgique.

### Province de Narbonnaise
- Voie Domitienne (construite à partir de -118 par Gnaeus Domitius Ahenobarbus) : elle prolonge la Via Augusta (en Hispanie) qu'elle rejoint au col de Panissars (près du col du Perthus), par Narbonne et Béziers vers Nîmes (Nemausus), Beaucaire, Cavaillon, Apt, Sisteron, Gap, Embrun vers Briançon avec liaison vers le col de Montgenèvre (voir aussi : Via Fenollentis – Via Confluentana – Via Vallespiri).
- Via Aquitania (partie orientale) de Narbonne (embranchement de la Via Domitia) à Toulouse vers Bordeaux.
- Via Julia Augusta (-13 Auguste) Prolongement de la Via Aurelia et de la Via Postumia de Gênes par Vado Ligure (Vada Sabatia), longe la côte ligurienne par Albenga (Albingaunum) et Ventimiglia (Albintimilium), traverse les Alpes-Maritimes vers l'ouest, vers Arles (Arelate) et Tarascon (liaison vers la Via Domitia).
- Voie des Alpes, de Valence à Gap et Briançon.
- Voie d'Antonin, ou voie des Helviens, sur la rive droite du Rhône.
- La voie romaine reliant Castellane, Briançonnet et Entrevaux[1].

### Province de Lyonnaise
Dans le découpage effectué par Auguste, la Lyonnaise s'étend entre la Seine et la Loire. Son chef-lieu est Lyon, qui est une colonie romaine créée en -43.
- La chaussée Jules César de Paris (Lutetia, francisé en « Lutèce ») à Rouen (Rotomagos).
- La voie de Jules César de Chartres à Blois.

### Province de Belgique
Cette province s'étend de la Seine au Rhin (jusqu'au démembrement des provinces de Germanie inférieure et supérieure sous le règne de Domitien) et au Jura et a pour chef-lieu Reims, qui est aussi le chef-lieu de la cité des Rèmes.
- voie de Bavay à Cologne, parfois appelée via Belgica : elle relie Bavay (Bagacum Nerviorum, chef-lieu de la cité des Nerviens dans la province de Belgique) à Cologne (Colonia Claudia Ara Agrippinensium, chef-lieu de la cité des Ubiens et (à partir du II) de la province de Germanie inférieure.

- Les diverses chaussées Brunehaut
- La chaussée de la reine Blanche, reliant Lutèce à Beauvais.
- Voie romaine de Tournai à Cassel par Estaires, partie de la voie romaine de Cologne à Boulogne.
- Voies romaines en Bresse (de)

### Province d'Aquitaine
La province augustéenne de Gaule aquitaine s'étend des Pyrénées à la Loire et a pour chef-lieu, d'abord Saintes (Mediolanum Santonum), puis Bordeaux (Burdigala, chef-lieu des Bituriges Vivisques). Cette province est limitrophe de la Lyonnaise, de la Narbonnaise et de l'Hispanie.
- voie de Lyon à Saintes, qui est une des voies d'Agrippa
- voie de Saintes à Périgueux, dite « chemin Boisné »
- voie de Toulouse (Narbonnaise) à Bordeaux, partie occidentale de la Via Aquitania (Narbonne-Bordeaux)
- voie de Toulouse à Cahors (Divona Cadurcorum), mentionnée sur la table de Peutinger avec les étapes de Fines à 28 lieues de Toulouse (probablement Bressols, Tarn-et-Garonne, au passage du Tarn) et de Cosa à 35 lieues de Toulouse (aujourd'hui Cos, commune de Lamothe-Capdeville, Tarn-et-Garonne) au passage de l'Aveyron
- voie de Bordeaux à Astorga (Hispanie)
  - de Bordeaux à Dax (Aquae Tarbellicae), elle est dite voie romaine littorale (camin arriaou en gascon), passant par le pays de Born ;
  - après Dax, elle se prolonge vers Ostabat, Saint-Jean-le-Vieux (près de l'actuel Saint-Jean-Pied-de-Port), puis le col de Roncevaux et va ensuite jusqu'à Astorga (Asturica Augusta)
- voies antiques des Landes

## Voies romaines en Corse
- Via Corsica, de Mariana par Aléria, Præsidium, Portus Favonius vers Pallas (côte Est de la Corse). Cette route est hypothétique et son existence est contestée.

## Voies romaines enHispanieet enLusitanie

Voies romaines de la péninsule ibérique.

- Via Augusta (-8 Auguste) prolongement de la Via Domitia en Espagne, du col de Panissars (Pyrénées), près de La Jonquera, non loin de l'actuel col du Perthus, par Gérone, Barcelone, Tarragone, Valence, Cordoue, Carmona, Séville (Hispalis) vers Cadix (Gades).

- Via de la Plata « Route d'Argent » (-139 Quintus Servilius Caepius), de Séville (Hispalis) par Mérida (Emerita Augusta), Cáceres (Castra Cecilia), Salamanque (Helmantica), Léon vers Gijón (Gegionem, sur le golfe de Biscaye) ou vers Astorga. Un diverticule est connu sous le nom d'Iter ab Emerita Asturicam ("Route d'Emerita Augusta à Asturica Augusta").

- Via XVI relie Lisbonne (Olissipo) à Braga (Bracara Augusta), à travers Santarém (Scalabis), Conimbriga, Gaia (Cale) et Porto (Portus) .

- Via XVII de Braga (Bracara Augusta) à Astorga (Asturica Augusta), itinéraire le plus direct qui passe par Chaves (Aquae Flaviae).

- Via Nova (Via XVIII) (79-80 légat C. Calpetanus Rantius Quirinalis Velerius Festus, sous Vespasien et Titus, restaurée sous Maximin Ier le Thrace), de Braga (Bracara Augusta) à Astorga (Asturica Augusta).

- Via XIX de Braga (Bracara Augusta) à Astorga (Asturica Augusta), itinéraire différent de la voie XVIII.

- Via XX de Braga (Bracara Augusta) à Astorga (Asturica Augusta), itinéraire per loca maritima ; cet itinéraire par la côte remonte au nord jusqu'à Brigantium (La Corogne) ; à partir de Lugo, elle rejoint la voie XIX pour rejoindre Astorga.

- Viae Lusitanorum en Algarve (Portugal): Castro Marim (Baesuris), Balsa, Faro (Ossonoba), Milreu, Cerro da Vila, Lagos (Lacobriga).

Voies en Bretagne romaine, vers 150.

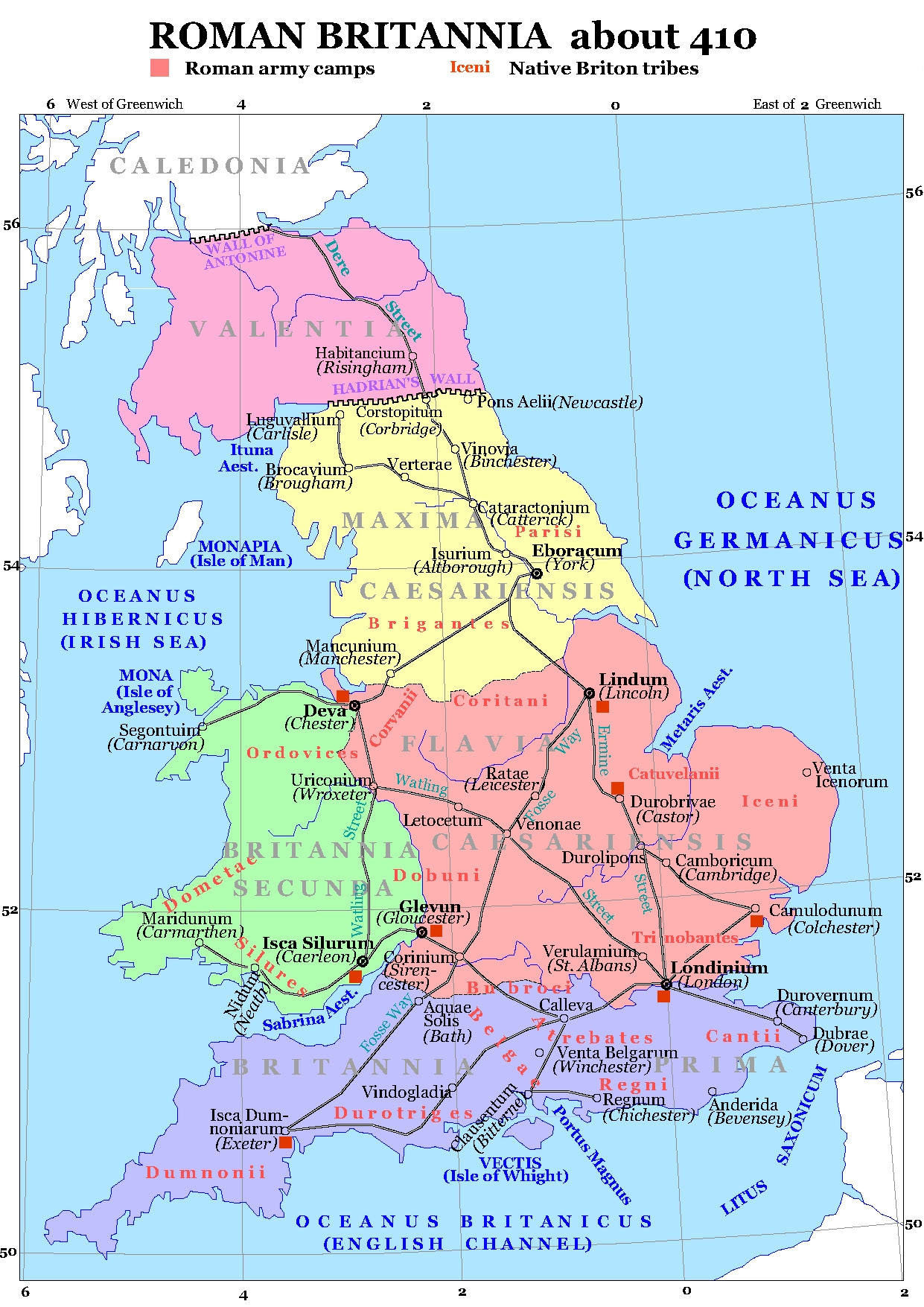
Voies en Bretagne romaine, vers 410.

## Voies romaines en Grande-Bretagne (Britannia)
- Akeman Street : Londres (Londinium) - St Albans (Verulamium) - Alchester - Cirencester (Corinium)

- Dere Street : York (Eboracum) - Mur d'Antonin

- Ermin Street : Cirencester (Corinium) - Swindon (Durocornovium ?) - Silchester (Calleva Atrebatum)

- Ermine Street : Londres - Lincoln (Lindum) - York (Eboracum)

- 'Fen Causeway : Denver à Peterborough - Water Newton (Durobrivae)

- Fosse Way : Exeter (Isca Dumnonum) - Ilchester (Lindinis) - Bath (Aquae Sulis) - Cirencester (Corinium) - Leicester (Ratae) - Lincoln (Lindum)

- King Street : Peterborough  - Water Newton (Durobrivae) - South Kesteven, Lincolnshire

- London-West of England Roman Roads

- Peddars Way : route du Norfolk (comté)

- Stane Street : Londres (Londinium) - Chichester (Noviomagus)

- Stanegate : Longe le mur d'Hadrien, de Carlisle (Luguvallium) à Corbridge (Coria).

- Watling Street : Douvres (Dubris) - Cantorbéry (Durovernum) - Londres (Londinium) -  St Albans (Verulamium) - Lichfield (Letocetum) - Wroxeter (Virconium)

- Watling Street : Ribchester (Brémetennacum) - Manchester (Mamucium) - Chester (Deva) - Wroxeter (Virconium) - Kenchester (Magnae)

## Voies romaines transalpines
Ces routes relient l'Italie à l'Allemagne, l'Autriche, la France, la Slovénie et la Suisse actuelles.
- Route des Gaules, traversant la Vallée d'Aoste et reliant Milan (Mediolanum) à Lyon (Lugdunum) et à Martigny (Octodurus).

- Via Claudia Augusta (15 Nero Claudius Drusus) de la Vénétie par Vérone, Bolzano (Pons Drusi), Merano (Statio Maiensis), par le col de Resia, le col de Finstermünz et le col de Fern par Füssen (Foetes) vers Augsbourg (Augusta Vindelicorum).

- Via Claudia Augusta Altinate (47) d'Altino, sur l'Adriatique, par Feltre, la Valsugana, Trente et le col du Brenner vers Innsbruck (et ensuite, vers Donauwörth).

- Via Decia (250 Decius) de Zirl (Teriolis) près d'Innsbruck sur le nouvel embranchement de la Via Claudia Altinate par le Zirler Berg, par la vallée de Leutasch, par Lermoos, à travers la vallée du Lech à la vallée de Tannheim, par l'Oberjoch vers Bregenz (Brigantium).

- Via Gemina d'Aquileia à Ljubljana (Emona).

- Via Julia Augusta (II) d'Aquileia vers le nord par Zuglio (Iulium Carnicum) et le Plöckenpass jusqu'au Drautal, se sépare à Irschen (castrum Ursen) vers Aguntum (près de Lienz/Tirol de l'Est), San Candido (Littamum) et Veldidena (Wilten/Innsbruck), ou bien par Teurnia (près de Spittal sur la Drau) et Virunum (près de Klagenfurt) vers Iuvavum (Salzbourg).

- Via Mala de Milan par le col de San-Bernardino à travers la vallée de la Via-Mala vers Lindau, et ensuite vers Bâle et Strasbourg (Argentoratum).

- Via Raetia (tracée sous Septime Sévère) de Vérone par Bolzano, Vipiteno, le col du Brenner et Matreio vers Wilten près d'Innsbruck (Veldidena) et vers Zirl (Teriolis) et Mittenwald (Scarbia), Partenkirchen (Parthanum), Coreliacus et Epfach (Avodiaco) vers Augsbourg (Augusta Vindelicorum).

## Voies romaines en Germanie

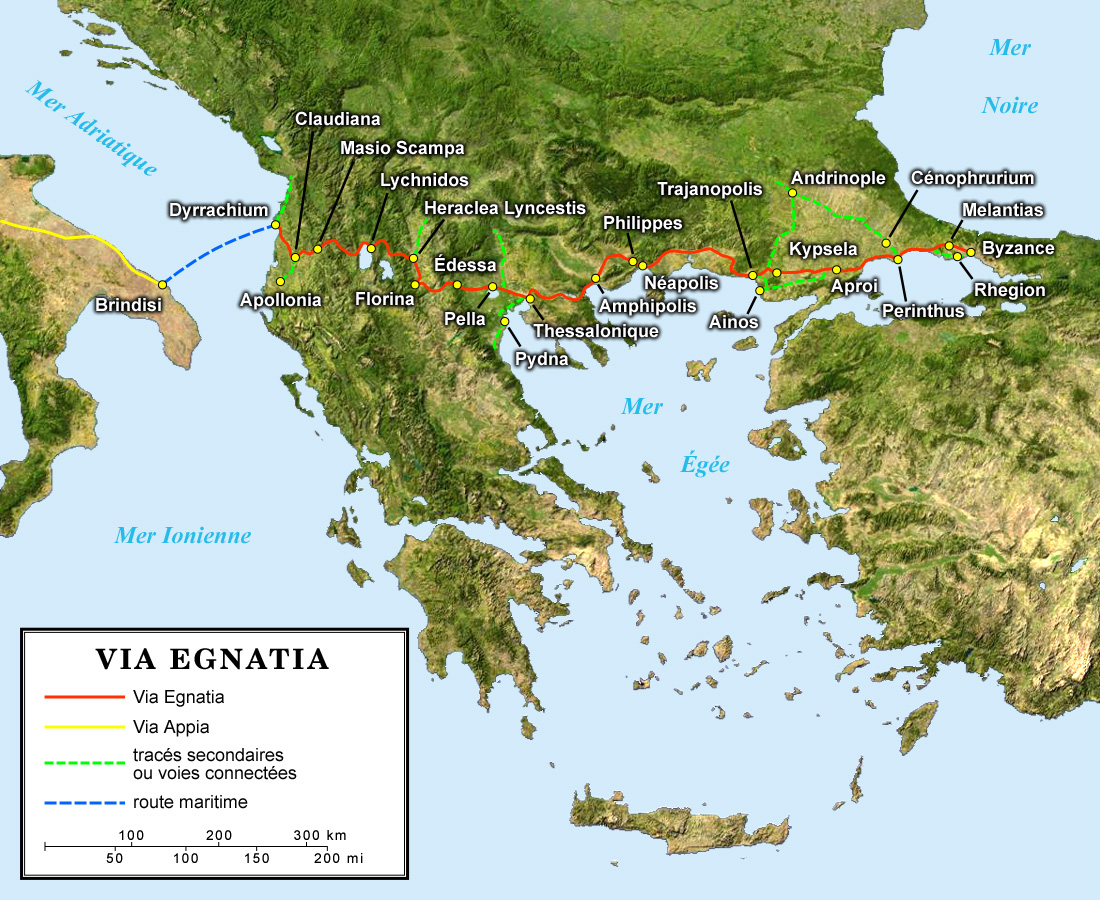
Carte de la Via Egnatia.

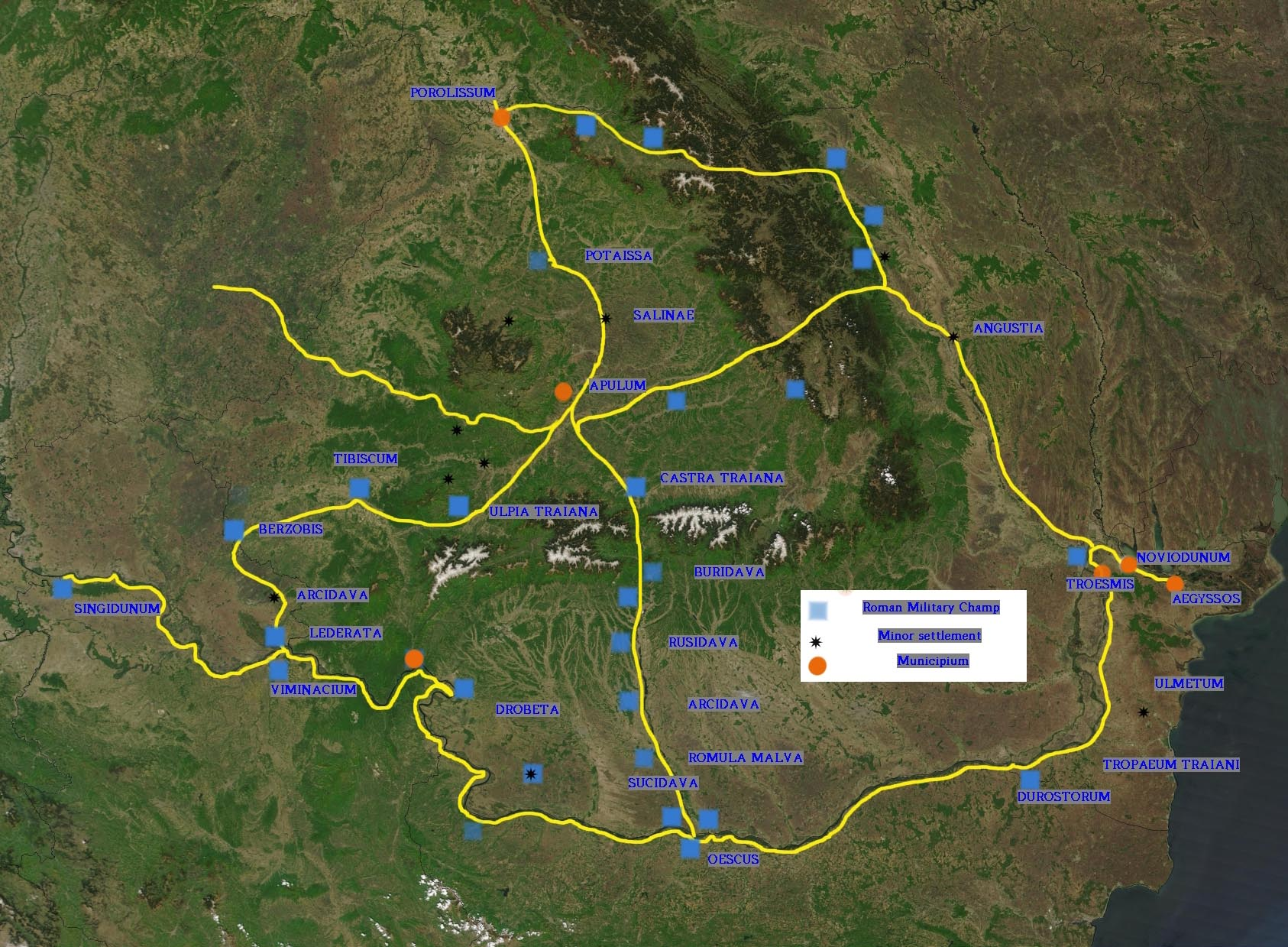
Voies romaines des régions du Danube.

- Liste de voies romaines en Allemagne (de)

Il s'agit de routes reliant les colonies de Rhénanie au reste de l'Empire, et de diverses routes stratégiques liés au Limes.
Antsanvia, Via Iulia, Via Claudia Augusta, Ausoniusstraße, Elisabethenstraße et Saalburgstraße.

## Voies romaines dans les Balkans
- Via Flavia (78) d'Aquileia, vers Trieste, Pola (Pula), par l'Istrie, vers Rijeka et la Dalmatie

- Via Egnatia (-146) (Gaius Egnatius) prolongement de la Via Appia vers l'est de l'Adriatique (Grèce), d'Apollonia et Durrës (Albanie) par Ohrid, Thessalonique, Amphipolis et Alexandroupolis vers Constantinople.

- Via Militaris : liaison nord-ouest / sud-est par les Portes de fer (Voir : Table de Trajan) vers le Bosphore

- Via Pontica : liaison entre Byzance et les bouches du Danube (IIe siècle).

## Voies romaines en Asie Mineure et au Proche-Orient
- Via Maris : voie romaine côtière nord-sud, qui relie l'Europe à l'Afrique du Nord. Elle suit la côte depuis la Grèce vers l'Asie Mineure, Beyrouth (Liban), Gaza et Ostrazine, le delta du Nil et Le Caire.

- Via Nova Traiana (114) : traverse la province d'Arabie, de Bosra (Syrie) à Aqaba (Aila) (Jordanie).

## Voies romaines en Afrique du Nord

### Territoire de l'Afrique proconsulaire avantDioclétien
D'après l'Itinéraire d'Antonin
- Voie côtière passant par Skikda (Rusicade) vers Carthage
- Voie de Carthage à Constantine (Cirta)
- Voie de Tébessa (Theveste) à Sétif (Sitifi), via Tazoult (Lambese)
- Voie d'El Krib (Musti) à Constantine (Cirta)
- Voie de Constantine (Cirta) à Annaba (Hippo Regius)
- Voie d'Annaba (Hippone Regius) à Carthage, via Chemtou (Simitthu)
- Voie d'Annaba (Hippo Regius) à Carthage, via Le Kef (Sicca Veneria)
- Voie de Thyna (Thaenae) à Tébessa (Theveste)
- Voie de Haffouz ? (Aquae Regiae) à Sbiba (Sufes)
- Voie de Zanfour (Assuras) à Thyna (Thaenae)
- Voie de Tebourba (Thuburbo Minus) à Gabès (Tacapes), via Sidi Medien (Vallis)
- Voie de Carthage à Sbeïtla (Sufetula), via El Krib (Musti)
- Voie de Carthage à Sbeïtla (Sufetula), via Sousse (Hadrumetum)
- Voie d'El Jem (Thysdrus) à Tébessa (Theveste)
- Voie de Tébessa (Theveste) à El Jem (Thysdrus), via (de) Germaniciana (non localisée)
- Voie de Sbiba (Sufes) à Sousse (Hadrumetum)
- Voie de Sbeïtla (Sufetula) à Kélibia (Clipea)
- Voie de Carthage à Kélibia (Clipea)
- Voie côtière de Carthage à Alexandrie (Alexandria), via Thyna (Thaenae) et Lebda (Leptis Magna)
- Voie dite du limes Tripolitanus, de Gabès (Tacapes) à Lebda (Leptis Magna)
- Voie de Medina El-Kdima (Thelepte) à Gabès (Tacapes)[4]

D'après la Table de Peutinger
(Sont notées uniquement les voies supplémentaires) [à compléter]
- Voies de Gabès (Tacapes) à Medina El-Kdima (Thelepte), via Nefta (Nepte) et variantes
- Voies de Medina El-Kdima (Thelepte) à Takembrit[5] (Siga) et variantes
- Voie d'El Jem (Thysdrus) à Tébessa (Theveste), via Jama (Zama Regia)
- Voie d'El Jem (Thysdrus) à Aïn Hedja (Agbia), via Henchir Kasbat (Thuburbo Majus)

## Routes dans le sous-continent indien et en Extrême-Orient

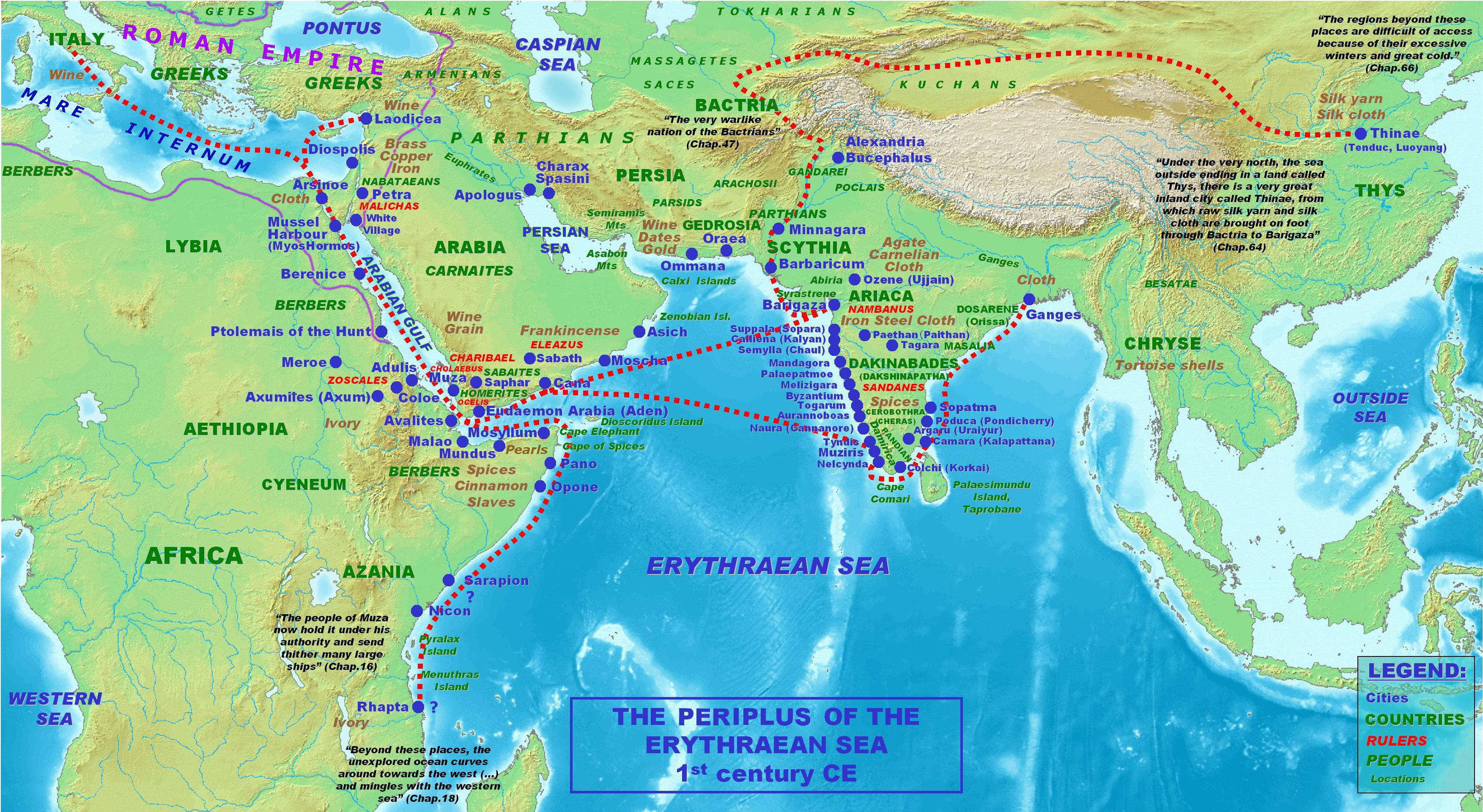
Carte faite d'après le Périple…

D'après Le Périple de la mer Érythrée
- Voie maritime de Qusayr al-Qadim ? (Myos Hormos) à (en) Bharuch ? (Barigaza), et variante vers Cranganore (Muziris)
- Voie maritime de Cranganore (Muziris) à (Ganges)
- Route de (en) Bharuch ? (Barigaza) à Tenduc ? (Thinae), via la rivière Jhelum ? (Alexandria Bucephalous)

D'après Ptolémée

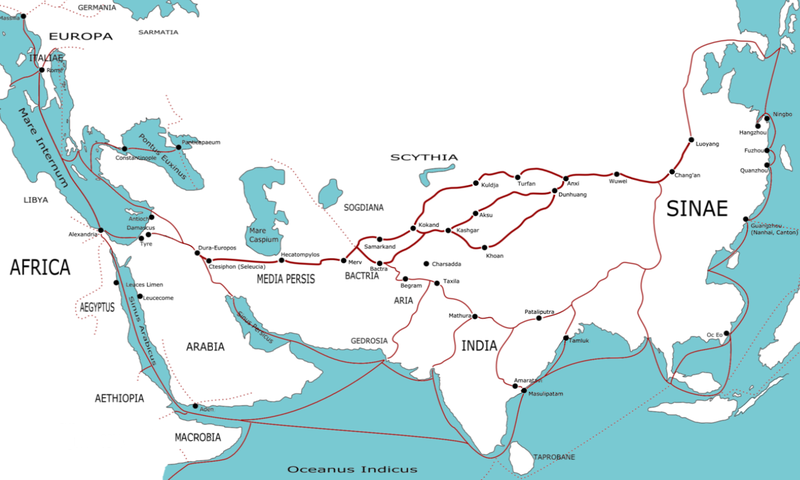
Route de la soie au I.

- Compilation des connaissances sur la géographie du monde à l’époque de l’Empire romain, vers l'an 150, ouvrage divisé en huit livres[6].

### Sources et bibliographie
- (de)/(en) Cet article est partiellement ou en totalité issu des articles intitulés en allemand « Römerstraße » (voir la liste des auteurs) et en anglais « Roman roads in Britain » (voir la liste des auteurs).
- Gérard Coulon, Les Voies romaines en Gaule (4e édition - revue et augmentée), Errance, 2019, 240 p. (ISBN 978-2-8777-2643-6).
- Pierre Herrmann, Itinéraires des voies romaines, de l'Antiquité au Moyen Âge, Paris, 2007  (ISBN 978-2-87772-348-0)
- (it) Le vie della storia : migrazioni di popoli, viaggi di individui, circolazione di idee nel Mediterraneo antico, dir. Maria Gabriella Angeli Bertinelli et Angela Donati, Rome, 2006  (ISBN 88-7689-230-3).
- Rémi Brague, Europe, la voie romaine, Folio Essais, 1999, 272 p. (ISBN 978-2-0704-0877-1).
- Raymond Chevallier, Les Voies romaines, Paris, 1997 [1re éd. 1972]  (ISBN 2-7084-0526-8).
- Pierre Fustier, La Route : voies antiques, chemins anciens, chaussées modernes, Paris, 1968.

Atlas :
- (en) Barrington Atlas of the Greek and Roman World, dir. Richard Talbert, Princeton, 2000  (ISBN 0-691-03169-X).
- (en) An atlas of ancient geography, biblical & classical, cartes Karl Müller, dir. William Smith et George Grove, Londres, 1872-1874.